# Jacques Dupuy

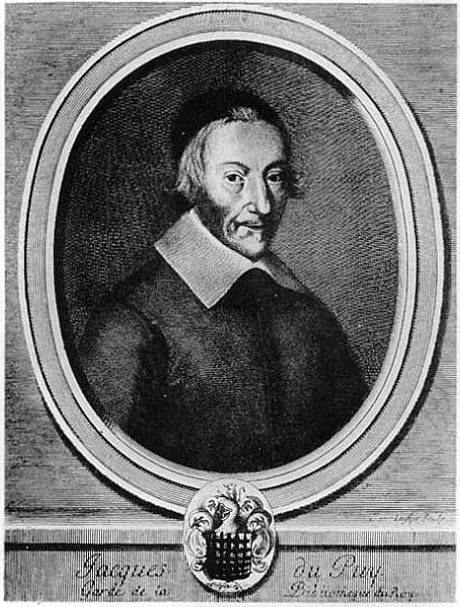

Jacques Dupuy (* 1591 in Tours; † 17. November 1656 Paris) war ein  französischer Humanist und Bibliothekar. Neben seinen Brüdern Christophe und Pierre war er der jüngste Sohn von Claude Dupuy. Jacques Dupuy verwendete das Pseudonym Jacobus Puteanus.

Jacques war Prior des Klosters von Saint-Sauveur-lès-Bray und Saint-Léon-en-Rouergue. Nach dem Tod von Jacques-Auguste de Thou übernahm er zusammen mit seinem Bruder Pierre die humanistische Akademie, die Académie putéane. Ab 1645 wurde er zusammen mit Pierre Leiter der königlichen Bibliothek, aus der die Bibliothèque nationale de France hervorging. Von ihrem Vater hatten die Brüder eine wertvolle Sammlung alter Handschriften geerbt, die nach Jacques’ Tod an die königliche Bibliothek fielen.